# Sayeret Matkal
Sayeret Matkal (en hebreo: סיירת מטכ"ל‎, Unidad de Reconocimiento General de Estado Mayor) es la unidad de élite de las Fuerzas de Defensa Israelíes (FDI). Fue creada en 1957 a partir de las brigadas paracaidistas Sayeret (890º Batallón) y la Rama de Inteligencia del FDI (Aman). Sus operaciones principales son el contraterrorismo, el reconocimiento y la Inteligencia militar. Suele obtener la información de inteligencia detrás de las líneas enemigas. La Sayeret Matkal es también responsable de misiones de rescate de rehenes fuera de las fronteras de Israel. La unidad se basó en el SAS británico, y desde el punto de vista organizativo, realiza sus informes para la Aman. Es conocida dentro de los círculos militares israelíes como La Unidad 269. El lema de la unidad es "quien se atreve gana”, del inglés "who dares wins" (igual que el lema del SAS británico).
La unidad se hizo conocida por la Operación Trueno, más comúnmente conocida como la Operación Entebbe, en la cual rescató a más de 100 pasajeros de la línea aérea de Air France secuestrados y llevados a Uganda por miembros de la OLP, perdiendo sólo al comandante de la unidad, Yonatan Netanyahu, por el fuego enemigo.

## Historia
La Sayeret Matkal fue creada en 1957 por el oficial Abraham Arnan, quien solicitó al Estado Mayor de las Fuerzas de Defensa de Israel que crease una unidad que se pudiera enviar a territorio enemigo para realizar misiones secretas de inteligencia. Los miembros de la unidad fueron entrenados por rastreadores beduinos en las sutilezas de mirar y pensar como un árabe. La Sayeret Matkal se formó un año después de que la primera escuadrilla de helicópteros de las FDI fuera operacional y estrechó la cooperación entre las dos, lo que hace que los Sayeret Matkal puedan desplegarse profundamente dentro de territorio árabe más que cualquier otra unidad anteriormente. 
En 1959, aceptaron a un recluta llamado Ehud Barak, que fue el soldado más condecorado de Israel, para luego convertirse en el comandante en jefe de las FDI. Barak ejerció una gran influencia sobre los Sayeret Matkal. Era un soldado sumamente innovador, carismático y valiente. Su presencia inspiró confianza en sus soldados y dio lugar a un equipo talentoso convirtiéndolos en una fuerza mortal y eficaz.

## Reclutamiento y entrenamiento
La unidad fue un secreto bien guardado durante sus primeros años. Los combatientes y los comandantes eran escrupulosamente escogidos casi a dedo, basándose en conocidos y familiares de los miembros existentes (dos de los hermanos de Netanyahu también sirvieron en la unidad, por ejemplo).
Desde los años 1980, la unidad se abrió a los reclutas voluntarios. Dos veces al año, en un campo (Gibush) se hace la selección de potenciales reclutas, que soportan varios días sin dormir. Los reclutas son constantemente supervisados por doctores y psicólogos. Los que al final pasan el proceso de reclutamiento son admitidos.
Durante los años 1990, esta práctica de selección de campo fue tomada por otras fuerzas especiales de la FDI (Sayeret). Últimamente los planes del Comandante de las FDI, Dan Halutz, fueron unificar todos los campos para prevenir quemaduras y lesiones médicas por jóvenes entusiastas.
Una vez admitidos los reclutas en la unidad, se los entrena durante 20 meses, con énfasis en armas pequeñas, artes marciales, orientación, camuflaje, reconocimiento y otras habilidades importantes para la supervivencia tras las líneas enemigas. El régimen de entrenamiento consiste en lo siguiente:
- Cuatro meses de entrenamiento básico de infantería.
- Dos meses de entrenamiento avanzado de infantería.
- Curso de paracaidistas, con una duración de tres semanas en la escuela de paracaidistas del Ejército de Israel (FDI).
- Curso de contraterrorismo de cinco semanas en la Escuela de Contraterrorismo de las FDI.
- El resto se dedica al entrenamiento en patrullaje de reconocimiento de largo alcance, y especialmente a la navegación, que es de importancia en la unidad. Mientras que la mayor parte del entrenamiento en la navegación de las FDI se hace en parejas, la Sayeret Matkal es una unidad de élite de las FDI ya que realiza ejercicios de navegación de largo alcance en solitario.

Aunque la Sayeret Matkal tiene sus propias insignias, es la única unidad, junto con Sayeret Duddevan, de las FDI a la que no se le permite a los soldados usarla en público debido a su naturaleza clasificada.

## Miembros notables
A pesar de ser un secreto y una unidad militar relativamente pequeña, los veteranos del Sayeret Matkal tienen una gran influencia en el ejército y el servicio público. Esto puede deberse en parte al hecho de que la investigación y el entrenamiento riguroso (en segundo lugar, solamente por detrás del de la academia israelí de pilotos de la fuerza aérea) se asegura de que solamente las juventudes israelíes más capaces y más motivadas sean aceptadas por la unidad como combatientes.
- Ehud Barak - comandante de la unidad, comandante en jefe de las FDI y primer ministro de Israel.
- Benjamín Netanyahu - jefe de equipo de la unidad, graduado del MIT, más adelante primer ministro de Israel.
- Yonatan Netanyahu - comandante de la unidad, falleció durante la operación Thunderbolt en Entebbe, Uganda. El hermano mayor de Benjamin Netanyahu.
- Shaul Mofaz - comandante de la unidad, comandante en jefe de las FDI y ministro de Defensa Israelí.
- Moshe Yaalon - comandante de la unidad.
- Danny Yatom - comandante de la unidad, más tarde general, jefe del Mossad y miembro del Knesset.
- Avi Dichter - combatiente de la unidad, jefe del servicio de seguridad general de Israel (Shabak).
- Daniel M. Lewin - cofundador, estudiante graduado del MIT y Fundador de AkamaiTechnologies, que murió en el vuelo 11 de American Airlines durante los ataques terroristas del 11 de septiembre de 2001.
- Varios otros veteranos de la unidad que fueron más adelante generales del ejército y miembros del Knesset.

Existe una idea falsa muy frecuente de que el anterior primer ministro israelí Ariel Sharón, también prestó servicio en el Sayeret Matkal. Siendo comandante creó y organizó la primera unidad de las fuerzas especiales de las FDI (unidad 101) en 1953, lo cual hace pensar a mucha gente que era el padre de organización de Sayeret Matkal. Sin embargo, cuando la unidad 101 fue combinada en la brigada de paracaidistas en 1954, Sharon era comandante de la brigada, y nunca prestó servicio en la Sayeret Matkal.

## Operaciones conocidas
Nota: Hasta hace poco tiempo el ejército israelí tenía una política oficial de negar la existencia de esta unidad. Las operaciones eran generalmente “atribuidas a paracaidistas de élite”. Las operaciones de Sayeret Matkal todavía se mantienen secretas a día de hoy. Sin embargo, debido a los éxitos operativos de la unidad, pronto se convirtió en un secreto muy público en la sociedad israelí.
- 1968 - Operación Choque - Sabotaje de una central eléctrica y de puentes en el Nilo en Egipto (conjuntamente con la Fuerza Aérea Israelí).
- 1968 - Operación Regalo - Sabotaje de 14 aviones árabes de pasajeros en el Aeropuerto Internacional de Beirut, Líbano.
- 1969 - Operación Huerta 22, Operación Huerta 37 - Sabotaje del cableado de alta tensión y de una antena del control en Egipto.
- 1969 - Operación Bulmus 6 - Asalto a la fortificación de Isla Verde, Egipto (conjuntamente con la Shayetet 13 de la Marina israelí).
- 1969 - Operación Gallo 53 - Captura de una instalación de radar egipcia (junto con la fuerza aérea israelí).
- 1970 - Operación Rhodes - Asalto a la fortificación de Isla Shadwan, Egipto (junto a la Shayetet 13).
- 1972 - Operación Isótopo - Fin del Secuestro del vuelo Sabena 571 en Tel Aviv, Israel (con rescate de los rehenes).
- 1972 - Operación Cajón 3 - Secuestro de 5 oficiales sirios de inteligencia.
- 1973 - Operación Primavera de Juventud - Eliminación de líderes de la organización terrorista palestina Septiembre Negro en Beirut, Líbano (en conjunto con Shayetet 13).
- 1973 - Guerra de Yom Kipur: Recuperación del Monte Hermón que se encontraba en poder de comandos sirios (en común con la brigada de Golani); Emboscadas de intercepción profunda en Egipto y Siria.
- 1974 - Masacre de Ma'alot (rescate de los rehenes de la escuela).
- 1975 - Operación Col Rizada: rescate de los rehenes del hotel Savoy en Tel Aviv secuestrados por un comando terrorista del FPLP.
- 1976 - Operación Trueno (más conocida como Operación Entebbe). Fin del secuestro de un avión de Air France en Entebbe, Uganda. (rescate de los rehenes).
- 1978 - Masacre de la carretera costera (rescate de los rehenes del autobús).
- 1980 - Misgav Am: rescate de los rehenes de la guardería del kibutz Misgav Am.
- 1984 - Incidente del Kav 300. Rescate y recuperación de los rehenes del autobús 300 (ver Años de Crisis en Shabak).
- 1988 - Incursión de Túnez - asesinato de Abu Jihad, en Túnez, Túnez (no reconocida).
- 1989 - Secuestro del Jeque Abdul-Karim Obeid, Líbano (véase a Ron Arad).
- 1994 - Secuestro de Mustafa Dirani, Líbano (véase a Ron Arad).
- 1994 - Rescate de Nachshon Waxman (fallido rescate del Cabo Nachshon Waxman secuestrado por Hamás).
- 2006 - Segunda Guerra del Líbano: Operación Afilado y Suave: Interrupción del contrabando de armas (en conjunto con la Unidad -Sayeret- Shaldag).
- 2007 - Operación Huerto: Recolección de muestras de suelo en Siria, previa a la incursión de bombardeo de un reactor nuclear sirio.